# باتريك هوارد (لاعب اتحاد الرغبي)
باتريك هوارد (بالإنجليزية: Patrick Howard)‏ هو لاعب اتحاد الرغبي جنوب أفريقي، ولد في 27 مارس 1992 في بيترماريتزبرغ في جنوب أفريقيا.